# Sune Bergsten
Sune Walter Ossian Bergsten, född 29 januari 1902 i Norrköping, död 25 september 1975 i Vällingby, var en svensk konstnär.
Han var son till snickarmästaren Carl O.A. Bergsten och Amanda Carolina Anderson. Bergsten studerade vid Tekniska skolan i Stockholm 1922–1924 och med ett stipendium från Svenska slöjdföreningen kunde han studera muralmåleri i Italien 1928–1929. Han medverkade i Sveriges allmänna konstförenings utställningar och deltog i utställningen Konst för varor 1933–1934. Han var knuten som dekorationsmålare till Filip Månsson 1923–1933 och arbetade tillsammans med Axel Törneman i Stadshuset 1923 och med Isaac Grünewald i Konserthuset 1926 samt med prins Eugen i Stockholmsstudenternas kårhus 1935.
Hans konst består av stilleben, interiörer och landskap i olja, tempera eller akvarell.